# 2018年平昌オリンピックのスイス選手団
2018年平昌オリンピックのスイス選手団（2018ねんピョンチャンオリンピックのスイスせんしゅだん）は、2018年2月9日から23日まで大韓民国江原道平昌で開催の2018年平昌オリンピックのスイス選手団、およびその競技結果。

## メダル
| メダル | 選手名                                                                                                 | 競技                   | 種目                 |
| ------ | --- | ---------------------- | -------------------- |
| 金     | ダリオ・コロニャ                                                                                       | クロスカントリースキー | 男子15kmフリー       |
| 金     | サラ・ヘフリン                                                                                         | フリースタイルスキー   | 女子スロープスタイル |
| 金     | ミシェル・ギザン                                                                                       | アルペンスキー         | 女子アルペン複合     |
| 金     | ルカ・エルニ デニス・ファイヤアベント ウェンディ・ホルデナー ダニエル・ユール ラモン・ツェンヘウゼルン | アルペンスキー         | 団体                 |
| 金     | ネビン・ガルマリーニ                                                                                   | スノーボード           | 男子パラレル大回転   |
| 銀     | ジェニー・ペレ マルティン・リオス                                                                      | カーリング             | ミックスダブルス     |
| 銀     | ベアト・フォイツ                                                                                       | アルペンスキー         | 男子スーパー大回転   |
| 銀     | ヴェンディ・ホルデナー                                                                                 | アルペンスキー         | 女子回転             |
| 銀     | マチルド・グレモー                                                                                     | フリースタイルスキー   | 女子スロープスタイル |
| 銀     | マルク・ビショフベルガー                                                                               | フリースタイルスキー   | 男子スキークロス     |
| 銀     | ラモン・ツェンヘウゼルン                                                                               | アルペンスキー         | 男子回転             |
| 銅     | ベアト・フォイツ                                                                                       | アルペンスキー         | 男子滑降             |
| 銅     | ウェンディ・ホルデナー                                                                                 | アルペンスキー         | 女子アルペン複合     |
| 銅     | ファニー・スミス                                                                                       | フリースタイルスキー   | 女子スキークロス     |
| 銅     | ブノワ・シュワルツ クラウディオ・ペーツ ペーター・デ・クルス バレンティン・タナー ドミニク・メルキ     | カーリング             | 男子                 |

## スケート

### フィギュアスケート
| 選手                   | 競技         | SP    | SP   | FS     | FS   | 合計   | 合計 |
| 選手                   | 競技         | 点数  | 順位 | 点数   | 順位 | 点数   | 順位 |
| ---------------------- | ------------ | ----- | ---- | ------ | ---- | ------ | ---- |
| アレクシア・パガニーニ | 女子シングル | 55.26 | 19 Q | 101.00 | 22   | 156.26 | 21   |

## アイスホッケー
- 男子
- 女子

## カーリング
- 男子
- 女子